# アンドリュー・タランスキー
アンドリュー・タランスキー（Andrew Talansky、1988年11月23日 - ）は、アメリカ合衆国、マイアミ出身の元自転車競技（ロードレース）選手で、現在はトライアスロン選手。自転車選手時代の脚質はオールラウンダー。
2014年のツール・ド・フランスではガーミン・シャープのエースとして出場した。
ライダー・ヘシェダル、ダニエル・マーティン、トム・ダニエルソンに続くガーミン・シャープの中心選手の中の1人である。

## 役割
2014年8月現在
ガーミン・シャープではライダー・ヘシェダル、ダニエル・マーティンと並ぶエースの中の1人である。
ヘスジェダルとマーティンと同じ大会に出場する場合はアシストに回る事が多い。
2014年 ツール・ド・フランスではエースとして出場(マーティン・ヘシェダルは出場していない)。
2014年 ブエルタ・ア・エスパーニャではヘシェダル、マーティンのアシストとして出場している。
2015年シーズンはキャノンデール・プロサイクリングとの合流が発表されているが、再びエースとして走る事が予想される。
2018年よりトライアスロンへ転向する為、2017年限りでキャノンデール・トラパックを退団しロードレースからは引退した。

## 来歴
2010年
- アメリカ合衆国選手権・U23部門 個人タイムトライアル(ITT) 優勝
- ツール・ド・ラブニール 総合2位

2011年、ガーミン・サーヴェロ（後のガーミン・バラクーダ）と契約。
- ツール・ド・ロマンディ
  - 総合9位
  - 新人賞
- ブエルタ・ア・エスパーニャ 総合79位
- ロードレース世界選手権・ITT 16位

2012年
- ツール・ド・ロマンディ
  - 総合2位
  - 新人賞
- ツール・ド・レン 総合優勝
- ブエルタ・ア・エスパーニャ 総合7位

2013年
- パリ〜ニース
  - 新人賞
  - 区間1勝(第3)
  - 総合2位
- ツール・ド・フランス
  - 総合10位
  - 新人賞部門2位

2014年
- カタルーニャ一周
  - 総合7位
- クリテリウム・デュ・ドフィネ
  - 総合優勝

2017年
- ツアー・オブ・カリフォルニア　区間優勝（第5ステージ）

同年末に引退、翌2018年よりトライアスロンに転向した。